# Nelson Ingles
Nelson Alberto Ingles (Zárate, 8 gennaio 1975) è un ex cestista argentino con cittadinanza italiana.

## Carriera
Playmaker di grande carica agonistica ed incline al sacrificio difensivo, che annoverava intensità e carattere tra le sue doti principali, Ingles è un prodotto delle giovanili dell'Independiente de Zárate, club con sede nella sua città natale.
Nel 1989, a soli 14 anni, si è unito al Campana Boat Club per competere con la prima squadra nei tornei regionali. Nel 1993 si è trasferito al Club Siderca con cui ha giocato nel Torneo Nacional de Ascenso, ovvero il secondo livello del campionato argentino. Ha poi disputato la stagione 1996-1997 con il Central Entrerriano, anche in questo caso nella seconda serie nazionale, per poi tornare un anno al Siderca che in quell'occasione ha raggiunto le finali promozione perse però contro il Libertad de Sunchales. Con la promozione dell'Independiente de Zárate in seconda serie, dal 1998 Ingles è tornato a giocare per due annate per il club in cui è cresciuto.
Tra il 2000 e il 2002, con il passaggio al Ferro Carril Oeste, ha disputato i primi due campionati in carriera nella Liga Nacional de Básquet, il massimo livello nazionale. Nella prima di queste due stagioni ha avuto un rendimento di 4,1 punti, nella seconda la sua media punti è salita a 10,8 pur non essendo un realizzatore puro.
Nel dicembre 2002 ha iniziato la sua prima parentesi italiana firmando un contratto a gettone in Legadue ai Crabs Rimini, da poco acquisiti dal suo procuratore Luciano Capicchioni. In questa prima annata romagnola ha condiviso il minutaggio in cabina di regia con il connazionale Diego Ciorciari, già suo ex compagno di squadra al Ferro Carril Oeste. Ingles è partito prevalentemente dalla panchina, ma è stato confermato fino a fine campionato, chiudendo con una media di 1,9 punti in 10,3 minuti a partita.
Ha cominciato il campionato successivo tra le file dello Scafati Basket, sempre in Legadue, ma il suo contratto mensile in scadenza a novembre non è stato rinnovato. Qualche giorno più tardi è ritornato a vestire la maglia dei Crabs Rimini, restando per altre due stagioni con un minutaggio superiore rispetto alla prima parentesi romagnola, giocando rispettivamente 24,0 e 20,4 minuti a gara.
Nell'agosto 2005, all'età di 30 anni, è approdato per la prima volta in un club della Serie A italiana, ingaggiato dal Basket Livorno. Nella prima stagione in Toscana ha ricoperto principalmente il ruolo di riserva del connazionale Antonio Porta, giocando in media 13,6 minuti a partita. L'anno successivo, dopo essere stato confermato, ha continuato a partire dalla panchina, in questo caso come riserva di Jason Rowe, con un utilizzo di 11,0 minuti di media a gara.
Dopo alcuni mesi da svincolato, nel gennaio 2008 è tornato in Serie A, contrattualizzato dalla Nuova Sebastiani Rieti. Nella restante parte del campionato ha totalizzato 8 presenze, con una media di 1,1 punti e 10,0 minuti a partita. Anche in questo caso è stato confermato anche per la stagione successiva, nella quale ha disputato soltanto 6 incontri a causa di un problema al ginocchio che lo ha portato a sottoporsi ad un intervento chirurgico.
Nel luglio 2009 è stato annunciato il suo ritorno nella Liga Nacional de Básquet, nel Boca Juniors allenato da Pablo D'Angelo il quale era già stato suo allenatore ai tempi del Ferro Carril Oeste. Le stagioni disputate con gli Xeneizes sono state due, la seconda condizionata da alcuni problemi fisici. Nel 2011 è tornato all'Independiente de Zárate, la squadra in cui si era formato a livello giovanile. Ha giocato con la squadra senior nei tornei regionali fino al 2015, anno del suo ritiro.
Prima di ritirarsi dal basket agonistico, Ingles aveva ricoperto un ruolo dirigenziale nell'Independiente de Zárate. Nell'aprile 2016 ha assunto la presidenza del club. Al termine del suo mandato biennale, ha lasciato la presidenza a Ricardo Acutain, rimanendo vice presidente.